# Puissance optique
La puissance optique , noté {\displaystyle P}, est le rapport de l'angle {\displaystyle \theta \,'} sous lequel l’œil voit l'image en sortie du système sur la taille {\displaystyle {\overline {AB}}} de l'objet. Son unité SI est l'inverse du mètre (m−1). 
Elle est utilisée pour caractériser les instruments d'optique destinés à observer un objet rapproché tels que les microscopes ou les loupes. Dans le cas d'un système centré et dans le cadre de l'approximation de Gauss, la puissance peut s'exprimer à partir de la distance focale image et de la position {\displaystyle E} de l’œil :
{\displaystyle P=-{\frac {1}{f\,^{'}}}\left(1-{\frac {\overline {F\,'E}}{\overline {A'E}}}\right)}.
La puissance intrinsèque est utilisée afin de comparer les différents appareils sans se soucier de la position de l’œil ou de l'instrument par rapport à l'objet :
La puissance optique est égale à la puissance intrinsèque :
- si l'image est rejetée à l'infini ({\displaystyle {\overline {A\,'E}}\rightarrow \infty }), ce qui correspond à l'utilisation optimale de la majorité des instruments d'observation ;
- si l'oeil est au foyer image {\displaystyle F\,'} ({\displaystyle {\overline {F\,'E}}\rightarrow 0}).

Dans l'usage et selon de nombreux auteurs, seule la valeur absolue de la puissance intrinsèque est exprimée. Elle se confond alors avec la vergence. On l'exprime alors en dioptrie.